# Владимир Ајдачић
Владимир Ајдачић (Београд, 11. септембар 1933 — Београд, 19. октобар 2021) био је српски физичар светског угледа, популаризатор науке, еколог, књижевник и енциклопедиста.
Постаје истакнути антинуклеарни активиста 1980-их. Један је од оснивача Викимедије Србије и Црне Горе.

## Биографија
Основно и средње образовање стекао је у родном граду. Студирао је на Универзитету у Београду и Торонту. 
Каријеру је започео на студијама Физичке хемије са атомистиком на београдском Природно-математичком факултету. 
Научним радом бавио се у Институту у Винчи, СФР Југославија, као и на Универзитету Торонта и на Универзитету МекМастер у Хамилтону, оба у Канади. У Институту Винча је радио на великом реактору активираном 1959. године. Радио је на развоју метода детекције нуклеарног зрачења и на изучавању нуклеарних реакција.
Током 1970-их постаје познат у најширим слојевима СФР Југославије, као популаризатор науке на телевизији и у другим медијима, а посебно у часопису Галаксија.
Постаје истакнути еколог и антинуклеарни активиста 1980-их, због чега је са породицом и колегама трпео последице од титоистичког режима у СФРЈ. Између осталог је због активизма превремено пензионисан.
Током НАТО рата против Југославије 1999. и после њега основна преокупација проф. Ајдачића је помоћ жртвама осиромашеног уранијума.
Паралелно са научним радом, дуже од шест деценија година се бавио популаризацијом науке. Посебно је био у трећем добу утицајан као књижевник за децу на тему науке („Наука као бајка", „Небеска позорница", „Космичка бајка" и „Пиколино дете циркуса").
У браку са истакнутом научницом Надеждом Ајдачић добио је двоје деце. Његов син је филолог и слависта Дејан Ајдачић.
Између осталог, професор Владимир Ајдачић је добитник прве „Невенове“ награде за популаризацију науке као и „Златног беочуга“ за животно дело. Био је члан Удружења књижевника Србије по позиву.
Био је један од оснивача Викимедије Србије и Црне Горе, а председавао је оснивачком скупштином ове организације 3. децембра 2005.
Сахрањен је 22. октобра 2021. године на Новом гробљу у Београду.
Ставови
Ајдачић је говорио да је први задатак човека трећег миленијума усклађивање са природом и другим људима. Да би се то постигло, приоритет морају да буду друштвене и хуманистичке, а не природне и техничке науке. „Пресудно ће бити објаснити самог човека, јер он себи још представља највећу непознаницу - и казну. Дакле: душа пре звезда", рекао је Ајдачић у серијалу РТС-а Европа и Срби.
По Ајдачићу ће питања човекове душе, осећања и смисла живота бити предмети од највећег научног значаја и прави истраживачки изазов трећег миленијума.

### Научни радови
- Ajdačić, Vladimir (1959): Coincidence method for the determination of spurious counts. Belgrade: Institute of Nuclear Sciences "Boris Kidrich".
- Ajdačić, Vladimir; Kurepa, Milan; Lalović, Branko (1962): Semiconductor Measures Fluxes in Operating Core. Nucleonics. In Nucleonics (20 (2) 47).
- Hoag, J. B.; Ajdačić, V. (1962): Electron and nuclear physics: Naučna knjiga (Biblioteka naučnih i stručnih dela).
- Ajdačić, Vladimir (1983): Epohalno otkriće nove čestice. In Galaksija : časopis za nauku i tehnologiju 12 (131), pp. 20–21.
- Ajdačić, Vladimir (Ed.) (1986): Kosmički putnik Halejeva kometa. Poseban prilog. Tehničke novine (7). Beograd: [b. i.].
- Ajdačić, Vladimir (1986): Radijacija : doze, posledice, rizici. Beograd: Nolit (Biblioteka Sve o svemu).
- Senćanski, Tomislav; Mrđenović, Dragi; Ajdačić, Vladimir; Đorđević, Milan; Imperl, Saša (1990): Naučno-tehnički leksikon. Beograd: Praktična knjiga.
- Ајдачић, Владимир (1995): Мерење на граници маште. У: Срејовић, Д.; Спиридоновић, С.; Петковић, Ј.; Музеј науке и технике (1995): Свет мерења: Српска академија наука и уметности (Галерија Српске академије наука и уметности).
- Ajdačić, Vladimir (2006): Nikola Tesla - intuitivni genije. In Dragan Golubović (Ed.): Konferencija Tehničko (tehnološko) obrazovanje u Srbiji. Čačak: Tehnički fakultet, pp. 56–60.
- Ajdačić, Vladimir (a.s): In-core measurement of fast neutron spectra with a Li6 semiconductor counter spectrometer : abstract. [S. l.: s. n.
- Ajdačić, Vladimir (b. g.): Nova metoda apsolutnog merenja fluksa neutrona u reaktorima koji rade na velikim snagama : doktorska disertacija. [V. Ajdačić], Beograd.
- Ajdačić, Vladimir; ; Lalović, B. (a.s): Direct absolute in-core measurements of high neutron fluxes by the long-tube method : abstract. [S. l.: s. n.
- Ајдачић, Владимир (б.г.): Измерение быстрых нейтронных спектров в ядре ядерных реакторов с помощЬю Ли6 полупроводникового спектрометра : резюме. Белград: Институт "Борис Кидрич".
- Ајдачић, Владимир; Лаловић, Б. (б.г.): Прямое абсолютное измерение силЬных нейтронных потоков в ядре реактора методом "Длинной трубки" : резюме. Белград: Институт "Борис Кидрич".

### Публицистика
- Ајдачић, Владимир (2009):  Не за нуклеарне електране у Србији Архивирано на веб-сајту  (17. октобар 2021), Балкан Магазин, 21. септембар 2008.
- Ајдачић, Владимир (2010): Свесрпска академија. Политика, Београд, 27. 2. 2010.
- Ајдачић, Владимир (2010): Пет пута „не” за НЕ. Политика, Београд, 6. 2. 2010.

### Књиге за децу
- „Наука као бајка", 1988. (Пет издања)
- „Небеска позорница", 1998.
- „Наука као бајка. 2, Звезде и свици на небу науке“, 2000.
- „Космичка бајка", 2001.
- „Пиколино дете циркуса", 2002.